# Gringo (histórias em quadrinhos)
Gringo   é o nome dado a dois personagens de histórias em quadrinhos do gênero faroeste, sendo o mais conhecido, o protagonista de uma série criada em 1963 por Manuel Medina e Carlos Giménez e distribuída internacionalmente pelo estúdio e syndicate Selecciones Ilustradas.

## Gringo (Selecciones Ilustradas)
Criado em 1963, a série foi distribuída internacionalmente e publicada na Espanha apenas em 1970, no Brasil, suas histórias foram adaptadas pela Rio Gráfica Editora para se se passarem por história do herói mascarado Cavaleiro Negro (Black Rider no original) da Marvel Comics.

## Gringo – O Escolhido
Gringo é um personagem criado em 1983 pelo quadrinista Wilson Vieira, o personagem permaneceu inédito até 2006, quando foi publicado em uma graphic novel pela editora brasileira Nomad, roteirizada pelo próprio Viera, ilustrada por Aloísio de Castro e capa de Renato Guedes.

Em 2018, Wilson Vieira publicou o primeiro de quatro romances de Gringo pela editora Red Dragon Publisher.